# Bad Salzschlirf
Bad Salzschlirf ist eine Gemeinde mit Heilbad im osthessischen Landkreis Fulda. Ortstypische Heilmittel sind Mineralbäder, Solebäder, Moorbäder und Moorpackungen. Bis etwa 1985 wurde der Badetorf aus dem Roten Moor in der Rhön bezogen.

## Geographie

### Geographische Lage

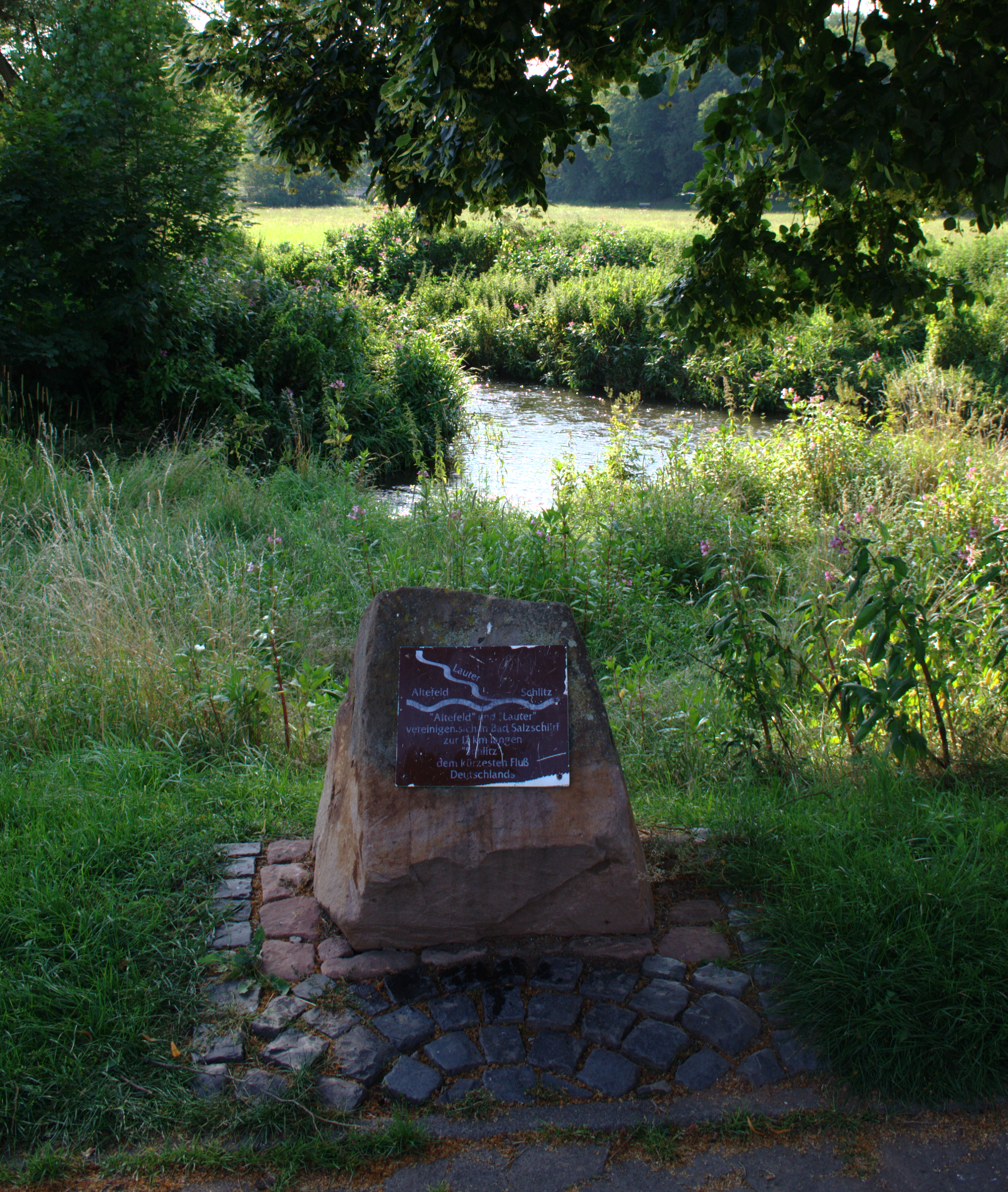
Zusammenfluss von Lauter und Altefeld zur Schlitz

Bad Salzschlirf liegt in der Fuldaer Senke in 250 bis 495 Meter Höhe am Nordostrand des Vogelsbergs im Tal der Schlitz, die dort durch den Zusammenfluss von Lauter und Altefeld entsteht.

### Gemeindegliederung
Bad Salzschlirf umfasst nur die gleichnamige Gemarkung (Gmk.-Nr. 60222) und ist neben Nieste die einzige Gemeinde im Regierungsbezirk Kassel ohne Ortsteile. Sie ist im Rahmen der Gebietsreform in Hessen nicht verändert worden.

### Nachbargemeinden
Bad Salzschlirf grenzt im Norden an den Schlitzer Ortsteil Ützhausen (Vogelsbergkreis) und im Osten an die Schlitzer Ortsteile Üllershausen und Hartershausen. Südlich liegt die Gemeinde Großenlüder (Landkreis Fulda) mit den Ortsteilen Eichenau und Müs, westlich die Gemeinde Wartenberg (Vogelsbergkreis) mit den Ortsteilen Landenhausen und Angersbach.

## Klima
Aufgrund der Lage des Ortskerns in einem Talkessel ist das Klima verhältnismäßig mild. Aus drei Tälern resultierende Einschnitte in den Talkessel erlauben einen Durchzug der Winde und verhindern Luftstauungen und Schwüle im Sommer. Eine von Egon Ihne für das Jahr 1911 erstellte phänologische Karte zeigt, dass in Bad Salzschlirf und Umgebung die Apfelblüte eher eintritt als in anderen Orten der Umgebung.

## Ortsgeschichte

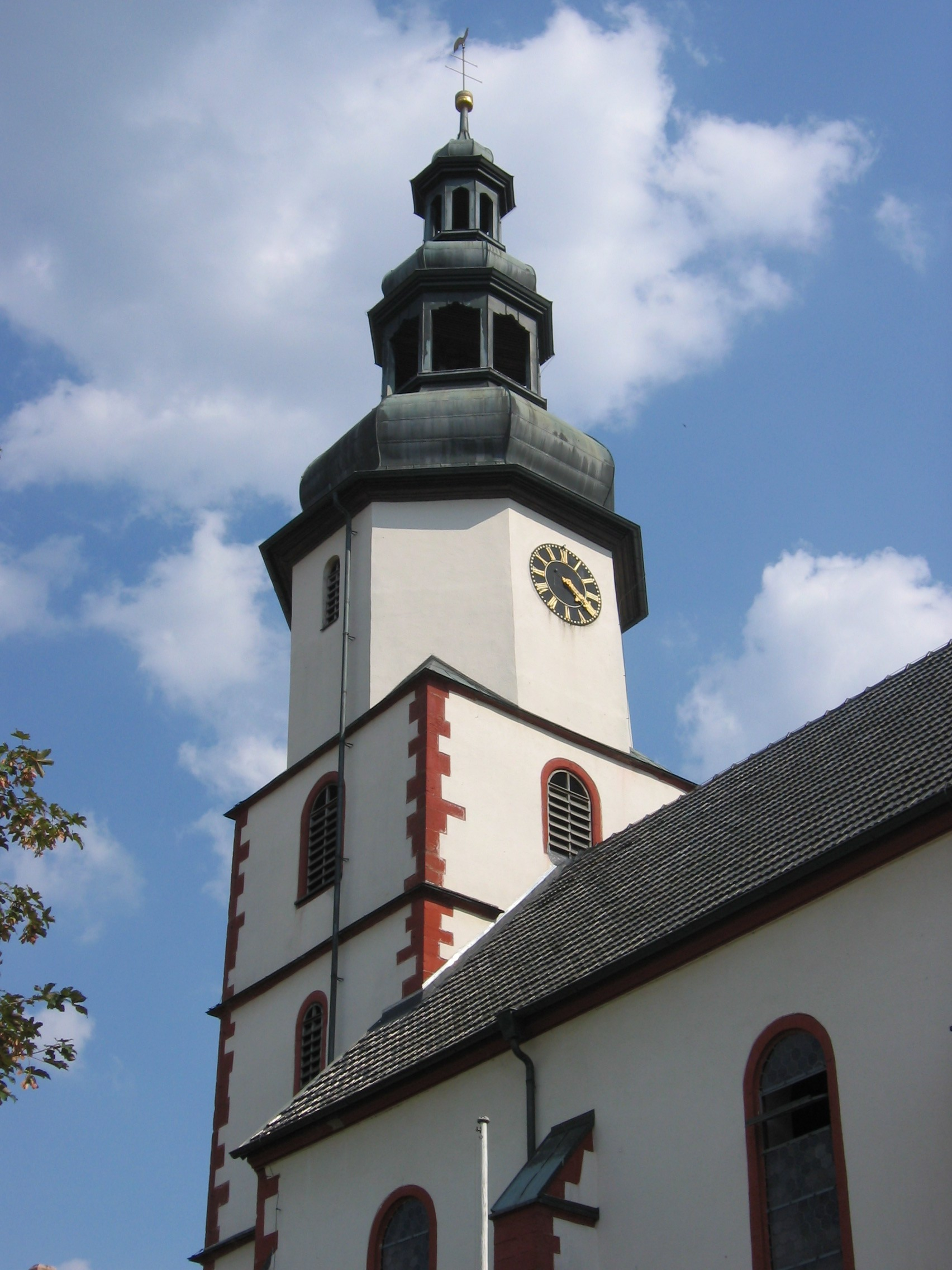
Der markante Glockenturm der katholischen Pfarrkirche
St. Vitus ist das Wahrzeichen des Ortes.

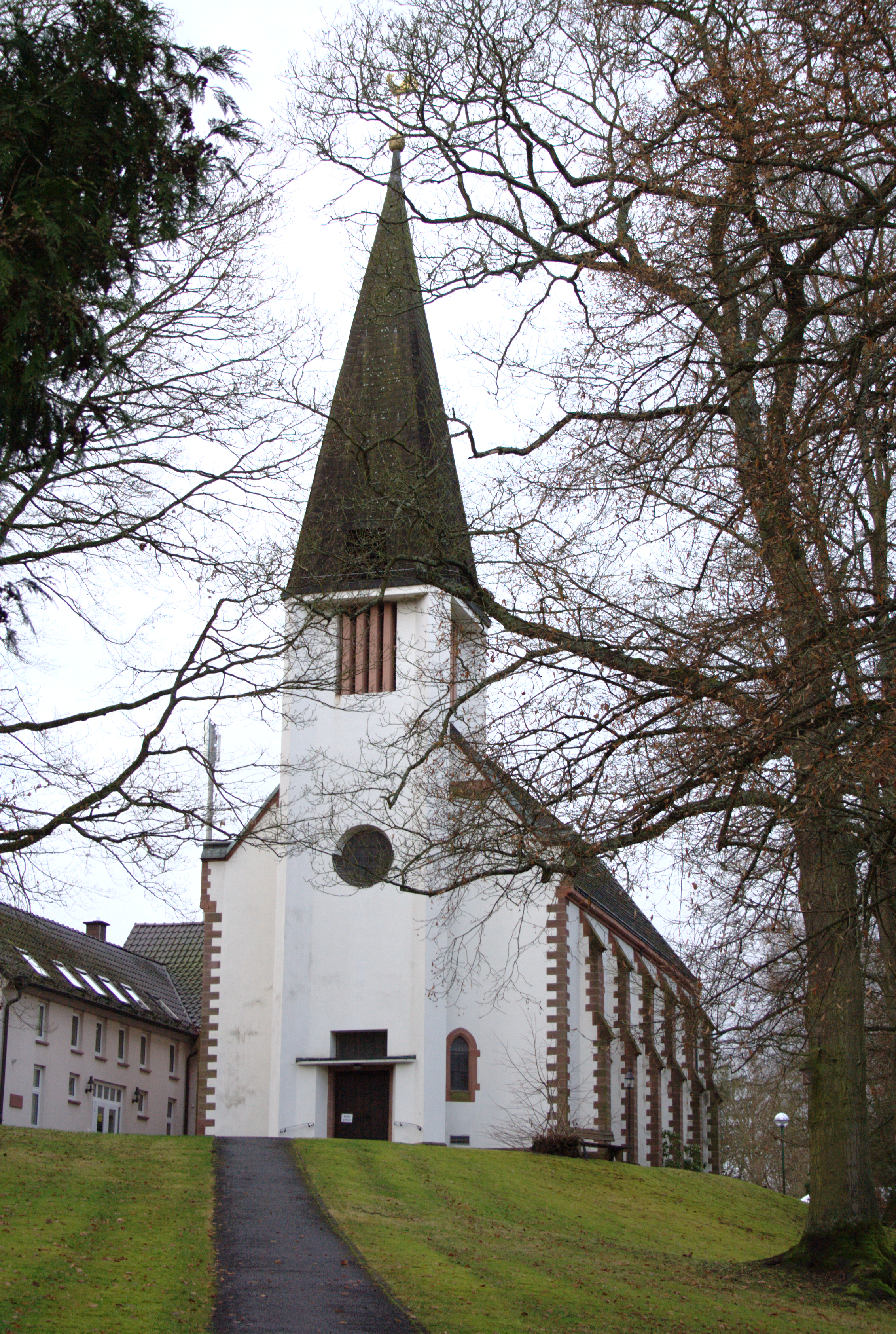
Evangelische Kirche im Kurpark

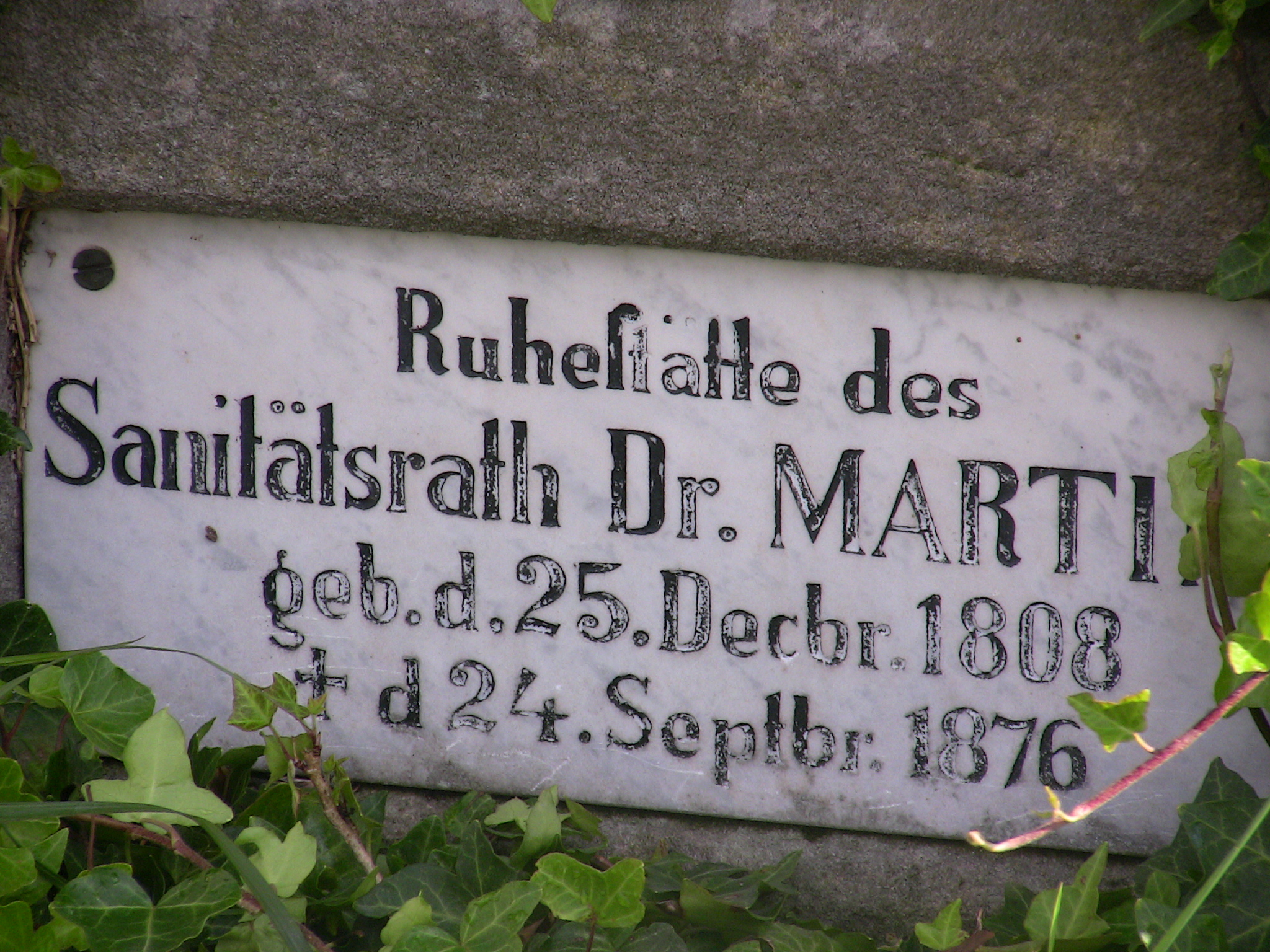
Grabstein des Eduard Martiny

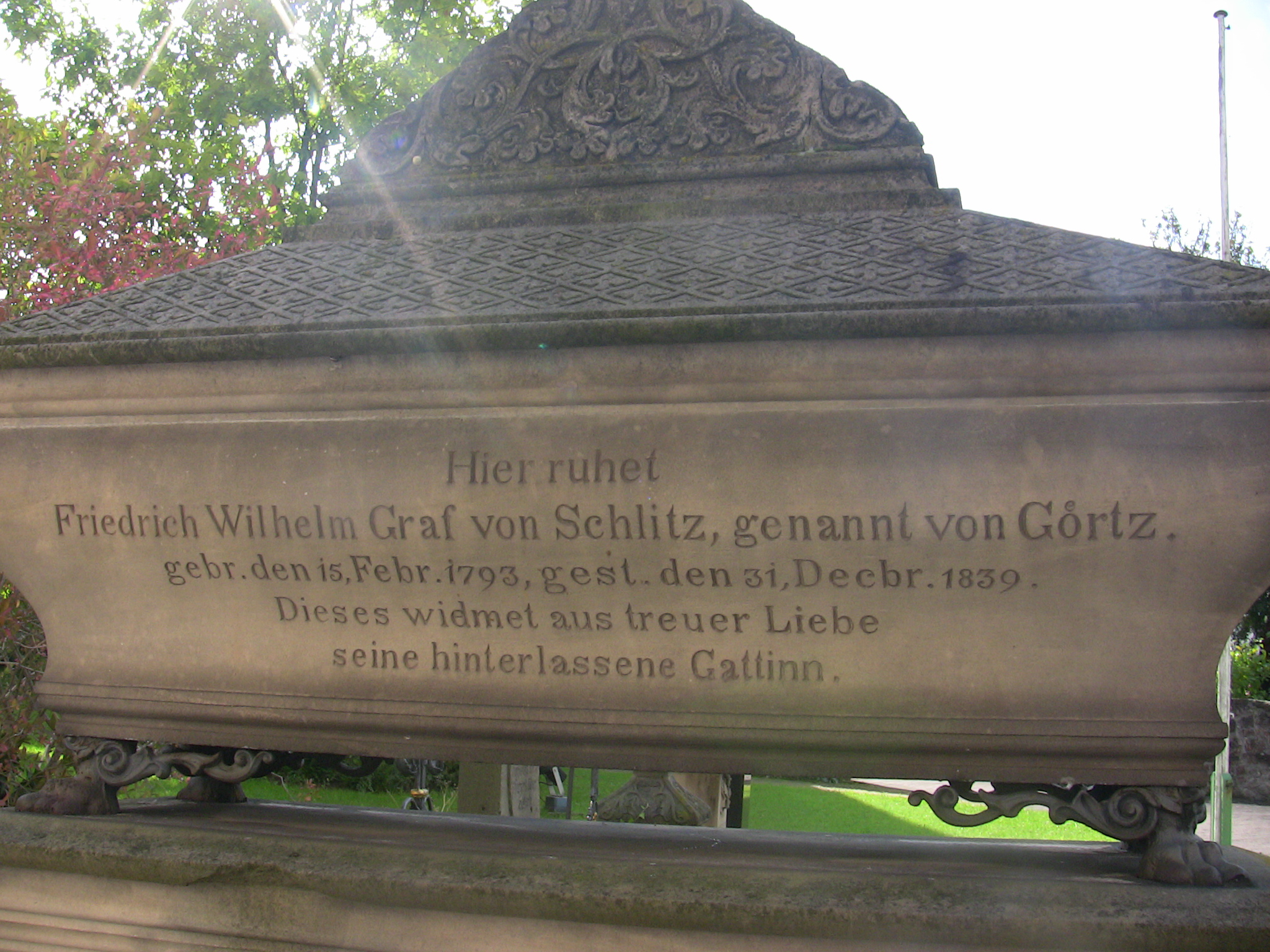
Grabstein des Grafen Friedrich Wilhelm v. Schlitz, gen. v. Görtz

### Ersterwähnung und Name
Salzschlirf wurde im Jahre 885 erstmals urkundlich erwähnt. Die Nennung als „Slierfero marcu“ (Schlirfer Mark) im Jahre 812 betrifft Altenschlirf. In dieser Urkunde von 885 heißt der erwähnte Ort „ulterior Sliferam“, da er von Altenschlirf („veteriorum Schlyerefam“) aus gesehen weiter unten jenseits des Baches „Sleraffa“ (Ersterwähnung für Altenschlirf: 786) liegt. Demnach bekam das heutige Bad Salzschlirf damals seinen Namen nach dem Flüsschen, an dem es liegt. Im Althochdeutschen erkennt man Gewässernamen an der Endung „affa“. Diese Endung lässt sich mit Bach übertragen, während das ahd. „slior“ Schlamm, Lehm bedeutet. Demnach war Schlirf der „schlammige, lehmige Bach.“

### Mittelalter
Schon früh war die Entwicklung des Ortes mit salzhaltigen Quellen verbunden. Erstmals wurde 1278 eine Saline in Salzschlirf erwähnt: „salinam in Sliriffe“ (Saline in Schlirf).
So gewannen bereits im Mittelalter die Fuldaer Äbte das Salz in den Salinen von Bad Salzschlirf.  Dorf und Salinen bildeten das Amt Salzschlirf.

### Neuzeit
Nach dem Deutschen Bauernkrieg nutzten die Riedesel die zwischenzeitliche Schwäche der Fürstabtei und entzogen ihr eigenmächtig die Lehensherrschaft und einen erheblichen Teil ihrer Besitzrechte. Im 16. Jahrhundert besaß das Kloster Neuenberg Zinseinkünfte in den Dörfern Steinfurt, Heistorff, Wünschen-Moos, Bannerod, Weidenau und Schlirf, welche der Fuldaer Fürstabt Johann III. von Henneberg-Schleusingen in mehreren Briefen an alle Riedesel zu Eisenbach anforderte. Das Kloster Neuenberg war während der Bauernkriege zerstört worden.
Der Bonifaziusbrunnen wurde 1746 erbohrt und verhalf Salzschlirf zu seinem Ruf als Heilbad. Als die Gicht noch weit verbreitet und kaum medikamentös behandelbar war, war er der bekannteste Gichtbrunnen Europas. Gegen Ende des 18. Jahrhunderts ließ der Fuldaer Fürstbischof Heinrich von Bibra die Brunnen tiefer bohren, um den Ertrag der Salzquellen zu steigern. Dies scheiterte, da Grundwasser in die salzhaltigen Quellen trat. 1798 wurden die Salinen geschlossen.
Am 15. Juni 1836 wurde der gesundheitlich angeschlagene Graf Friedrich Wilhelm von Schlitz, genannt von Görtz (1793–1839), von der Oberberg- und Salzwerksdirektion in Kassel mit den Brunnen von Salzschlirf belehnt. Die Bonifaziusquelle, der obere Salzbrunnen, wurde wieder freigelegt. In einem benachbarten Haus wurde eine Badewanne aufgestellt und diese mit Eimern aus der Quelle befüllt. Ein weiterer Ausbau der Quellen unterblieb vorerst. Doch noch vor seinem Tod hatte der Graf die Lehnsrechte auf seinen Arzt und Freund Eduard Martiny (1808–1876) übertragen. Dieser baute 1837 mit Hilfe der ortsansässigen Bauern den Badebetrieb aus. Als Gegenleistung für die Unterstützung beim Ausbau der Quelle gewährte Martiny den Bad Salzschlirfer Bürgern das Recht, dort kostenlos Wasser zu entnehmen. Dieses Recht gilt heute noch. 1838 wurde Salzschlirf zum staatlich anerkannten Heilbad.
Der Ausbau des Badebetriebs überstieg alsbald die finanziellen Mittel des Arztes. So verkaufte er die Brunnen zunächst an den Staat, erwarb sie jedoch 1873 zurück und gründete die Gewerkschaft Bad Salzschlirf, die fortan das Bad betrieb. Nachdem diese in finanzielle Schwierigkeiten gekommen war, wurde das Bad 1884 an Louis Weber, einen rheinischen Fabrikanten, verkauft.
Bei einem Großbrand am 9. September 1898 brannte fast das gesamte alte Ortszentrum ab. Nur wenige Gebäude, z. B. das Hotel Deutsches Haus, blieben erhalten.
Im Jahr 1900 gründeten Hermann Vollrath und Ludwig Weber die Aktiengesellschaft Bad Salzschlirf (AGBS) mit Jean Berlit als Badedirektor. Es entstand eine Badekultur wie in anderen renommierten Badeorten. 1911 wurde dem Kurort das Prädikat „Bad“ verliehen. Einige Szenen des Films Die Feuerzangenbowle mit Heinz Rühmann wurden 1944 im Kurpark in der Nähe des Hotels Badehof gedreht. 1973 wurde der letzte Brunnen, der Hermann-Vollrath-Brunnen, in einer Tiefe von 642 m erbohrt. Bis Ende der 1990er Jahre übernahm die AGBS den gesamten Kurbetrieb.
Der Landkreis Fulda war Hauptaktionär der AGBS. In seiner Funktion war der damalige Landrat Fritz Kramer ab 1973 als stellvertretender bzw. Vorsitzender des Aufsichtsrats tätig. Anfang 2001 meldete die AGBS unter seinem Aufsichtsratsvorsitz Insolvenz an. Der Anteilsbesitz verteilte sich bei der Hauptversammlung am 21. Juli 2000 wie folgt: 45,22 % Landkreis Fulda, 25,54 % Landesbank Baden-Württemberg, 11,1 % Familie Retzmann. Der Mantel der AG wurde nach der Insolvenz aufgekauft und am 24. Juni 2002 in Arques AG umbenannt.

## Politik

### Gemeindevertretung
Die Kommunalwahl am 14. März 2021 lieferte folgendes Ergebnis, in Vergleich gesetzt zu früheren Kommunalwahlen:
| Sitzverteilung in der Gemeindevertretung 2021Insgesamt 15 Sitze - SPD: 2 - CDU: 6 - FWL: 7 | Parteien und Wählergemeinschaften | Parteien und Wählergemeinschaften           | % 2021 | Sitze 2021 | % 2016 | Sitze 2016 | % 2011 | Sitze 2011 | % 2006 | Sitze 2006 | % 2001 | Sitze 2001 |
| Sitzverteilung in der Gemeindevertretung 2021Insgesamt 15 Sitze - SPD: 2 - CDU: 6 - FWL: 7 | FWL                               | Freie Wählerliste                           | 43,9   | 7          | 46,1   | 7          | 43,3   | 7          | 49,4   | 11         | 37,8   | 9          |
| Sitzverteilung in der Gemeindevertretung 2021Insgesamt 15 Sitze - SPD: 2 - CDU: 6 - FWL: 7 | CDU                               | Christlich Demokratische Union Deutschlands | 39,8   | 6          | 37,3   | 6          | 41,1   | 6          | 33,6   | 8          | 39,8   | 9          |
| Sitzverteilung in der Gemeindevertretung 2021Insgesamt 15 Sitze - SPD: 2 - CDU: 6 - FWL: 7 | SPD                               | Sozialdemokratische Partei Deutschlands     | 16,3   | 2          | 16,6   | 2          | 15,6   | 2          | 11,6   | 3          | 12,6   | 3          |
| Sitzverteilung in der Gemeindevertretung 2021Insgesamt 15 Sitze - SPD: 2 - CDU: 6 - FWL: 7 | FDP                               | Freie Demokratische Partei                  | —      | —          | —      | —          | —      | —          | 5,4    | 1          | 8,0    | 2          |
| Sitzverteilung in der Gemeindevertretung 2021Insgesamt 15 Sitze - SPD: 2 - CDU: 6 - FWL: 7 | GBS                               | Gemeinschaft Bad Salzschlirf                | —      | —          | —      | —          | —      | —          | —      | —          | 1,8    | 0          |
| Sitzverteilung in der Gemeindevertretung 2021Insgesamt 15 Sitze - SPD: 2 - CDU: 6 - FWL: 7 | Gesamt                            | Gesamt                                      | 100    | 15         | 100    | 15         | 100    | 15         | 100    | 23         | 100    | 23         |
| Sitzverteilung in der Gemeindevertretung 2021Insgesamt 15 Sitze - SPD: 2 - CDU: 6 - FWL: 7 | Wahlbeteiligung                   | Wahlbeteiligung                             | 45,6 % | 45,6 %     | 49,3 % | 49,3 %     | 48,5 % | 48,5 %     | 49,3 % | 49,3 %     | 57,6 % | 57,6 %     |

### Bürgermeister
Nach der hessischen Kommunalverfassung wird der Bürgermeister für eine sechsjährige Amtszeit gewählt, seit dem Jahr 1993 in einer Direktwahl, und ist Vorsitzender des Gemeindevorstands, dem in der Gemeinde Bad Salzschlirf neben dem Bürgermeister ehrenamtlich ein Erster Beigeordneter und vier weitere Beigeordnete angehören. Bürgermeister ist seit dem 1. Oktober 2024 Peter Klug (FWL), der bis 2021 zwölf Jahre lang Bürgermeister der Stadt Laubach war. Er setzte sich am 9. Juni 2024 im ersten Wahlgang gegen Amtsinhaber Matthias Kübel, der sich um eine dritte Amtszeit beworben hatte, bei 66,3 Prozent Wahlbeteiligung mit 59,8 Prozent der Stimmen durch.
Amtszeiten der Bürgermeister
- 2024–2030 Peter Klug (FWL)[24]
- 2012–2024 Matthias Kübel[25]
- 2003–2012 Armin Faber (FWL)
(Amtsantritt am 1. April 2003, im März 2012 durch Ausscheiden einem Bürgerentscheid zur Abwahl zuvorgekommen;
Erster Beigeordneter Karl Schüler leitete danach die Gemeindeverwaltung kommissarisch)[28]
- 1991–2003 Ernst-August Stender (FWL) (1946–2023)[29]
- 1961–1991 Fritz Severin (1930–2021, erster hauptamtlicher Bürgermeister)[30]

### Wappen und Flagge
Im Januar 1948 wurde der Gemeinde Bad Salzschlirf vom Hessischen Minister des Innern das Recht zur Führung eines Wappens verliehen.
Im November 1951 wurde der Gemeinde durch das Hessische Staatsministerium das Recht zur Führung einer Flagge verliehen.

## Wirtschaft und Infrastruktur

### Verkehrsanbindung
- Eisenbahn: Bahnhof Bad Salzschlirf der Bahnstrecke Gießen–Fulda
- Autobahn: A 5 – Abfahrt Alsfeld-Ost, A 7 – Abfahrt Niederaula, Hünfeld/Schlitz oder Fulda-Süd, aus dem Raum Frankfurt kommend: über die A 66/B 40 – Fulda;
- Nächster Flughafen: Frankfurt.

Durch den Ort führen die folgenden Radwanderwege:
- Der verlängerte Vulkanradweg, der auf der ehemaligen Trasse der Vogelsbergbahn von Altenstadt in der Wetterau bis Lauterbach führt und später bis Schlitz verlängert wurde.
- Der Vulkanradweg ist inzwischen Teil des BahnRadwegs Hessen, der von Hanau auf ehemaligen Bahntrassen ca. 250 km durch den Vogelsberg und die Rhön führt. Auf dem Teilstück Bad Salzschlirf – Wartenberg führt er an der restaurierten Burgruine Wartenberg vorbei.
- Der Hessische Radfernweg R2 (Die Vier-Flüsse-Tour), startet in Biedenkopf und führt über 202 km durch die Flusstäler von Lahn, Lauter, Lüder und Fulda nach Sinntal im Spessart.
- Der Hessische Radfernweg R7 verbindet Werra und Taunus über den Vogelsberg.
- Die regionale Themenroute Gipfeltour verbindet die Wasserkuppe in der Rhön mit dem Hoherodskopf in Vogelsberg.

### Kur- und Fremdenverkehr
Ein wichtiges wirtschaftliches Standbein des Ortes ist der Fremdenverkehr. Ein Großteil der Belegung resultiert aus medizinischen Rehabilitationsmaßnahmen der Sozialleistungsträger, früher als Kur bezeichnet. Einen starken Auftrieb erfuhr die Belegung des Ortes durch das Rentenversicherungs-Neuregelungsgesetz von 1957, mit dem der Grundsatz „Reha vor Rente“ eingeführt wurde. Die Zahl der Übernachtungen stieg von 368.804 im Jahr 1960 auf 506.540 im Jahr 1974. Im Jahre 1967 wurde das zentrale Moorbadehaus in Betrieb genommen. Über fünf Stockwerke verteilt waren 24 Moorbadekabinen mit jeweils drei Ruheräumen, 30 Moorpackungsräume mit je zwei Ruhekabinen und weitere Räume für medizinische Therapiemaßnahmen. Jede Moorbadekabine und jeder Moorpackungsraum wurden von einer zentralen Aufbereitungs- und Förderanlage mit Badetorf versorgt. Analog erfolgte die Entsorgung des abgebadeten Badetorfs. Aufgrund restriktiverer Genehmigungspraxis der Sozialleistungsträger verringerten sich die Übernachtungszahlen bis zum Jahr 1978 auf 300.281. Im selben Jahr wurde das Thermalbad in Betrieb genommen. Die Aqua Salis Therme musste allerdings 2017 dauerhaft geschlossen werden, da die defekte Enteisenungsanlage der Therme sich als nicht reparabel erwies. Ein Thermen-Neubau ist aus finanziellen Gründen derzeit nicht absehbar. Durch die dezentrale Struktur der Leistungserbringer und das damalige Kurmittelmonopol der AGBS konnte eine von den Kostenträgern bevorzugte Klinifizierung der Reha-Maßnahmen nur eingeschränkt umgesetzt werden. Ein weiterer Einbruch erfolgte durch das zum 1. Januar 1997 in Kraft getretene Wachstums- und Beschäftigungsförderungsgesetz (WFG). Allein die von der Deutschen Rentenversicherung erbrachten Leistungen zur medizinischen Rehabilitation brachen im gesamten Deutschland von 960.622 im Jahr 1996 auf 629.752 Leistungen im Jahr 1997 ein. Die gesetzlich vorgegebene Verweildauerverkürzung von vier auf drei Wochen je Reha-Maßnahme und die Verlängerung der Anspruchsintervalle von drei auf vier Jahre ergaben einen Belegungsausfall von etwa 50 %.
Im Jahr 2019 in Bad Salzschlirf wurden 212.000 Übernachtungen registriert, im Jahr 2023 rund 200.000 Übernachtungen verzeichnet.
Aktuell gibt es in Bad Salzschlirf drei Rehabilitations-Kliniken: Die Reha-Klinik Naturana (136 Betten), das Klinik und Gesundheitszentrum am Kurpark (130 Betten), die Fachklinik Tomesa (98 Betten) und als Akutklinik die Verus Bonifatius Klinik (60 Betten).

### Industrie
Außerhalb des Ortszentrums befindet sich das Hauptwerk der EMOD Motoren GmbH. Ein Zweigwerk befindet sich in Fulda.

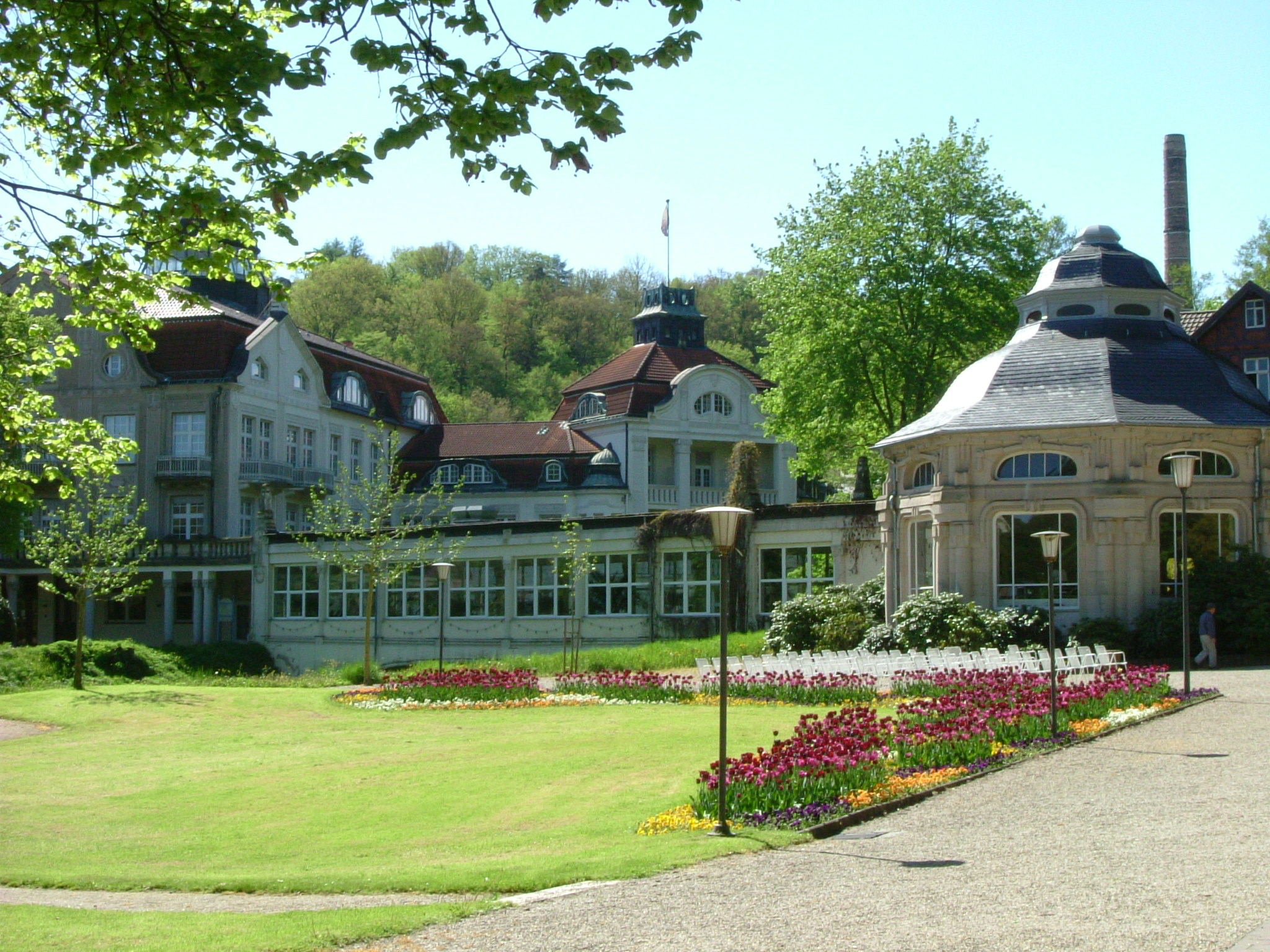
Wandelhalle des Kurhauses Bad Salzschlirf
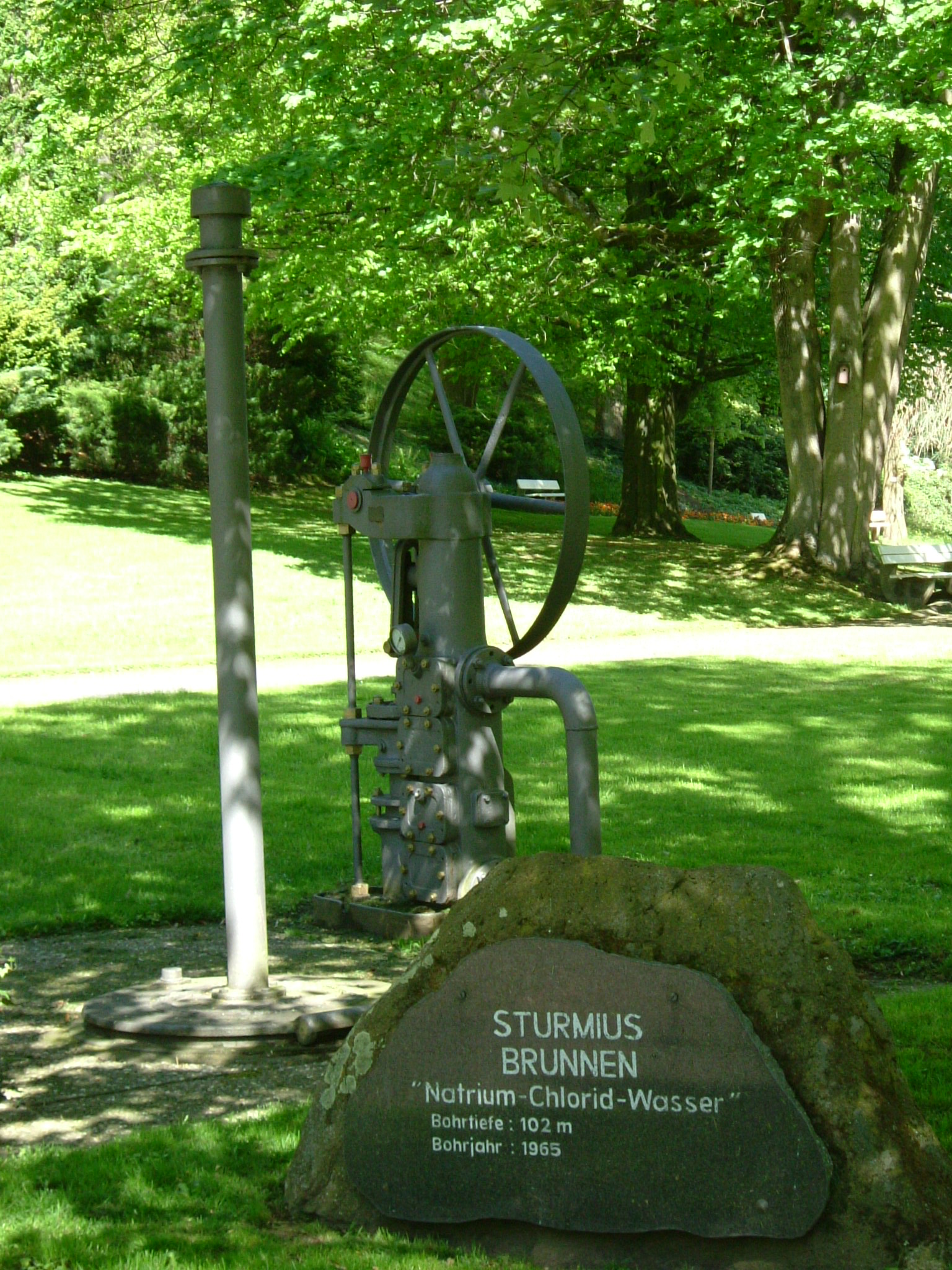
Sturmius-Brunnen im Kurpark
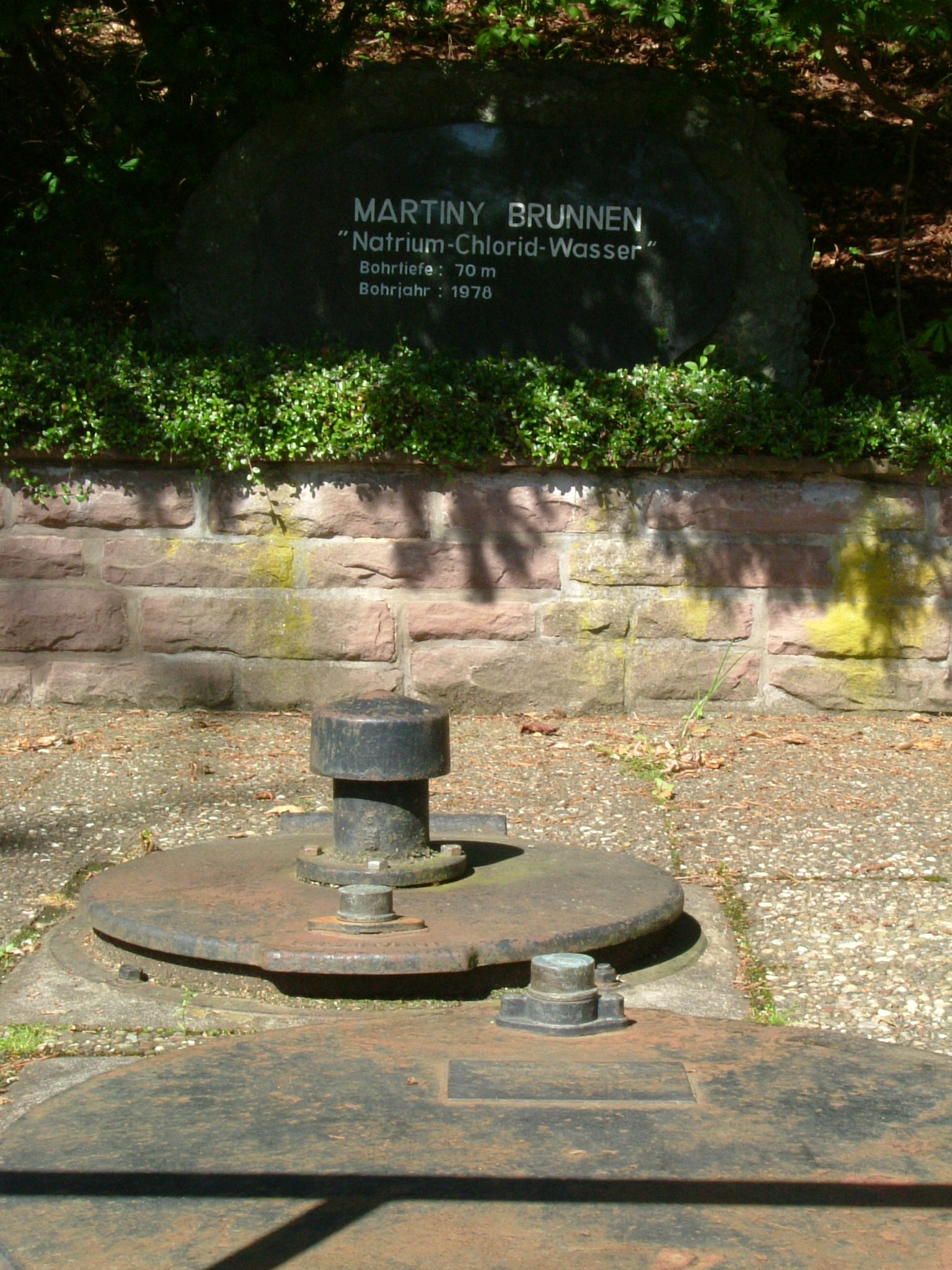
Martiny-Brunnen im Kurpark
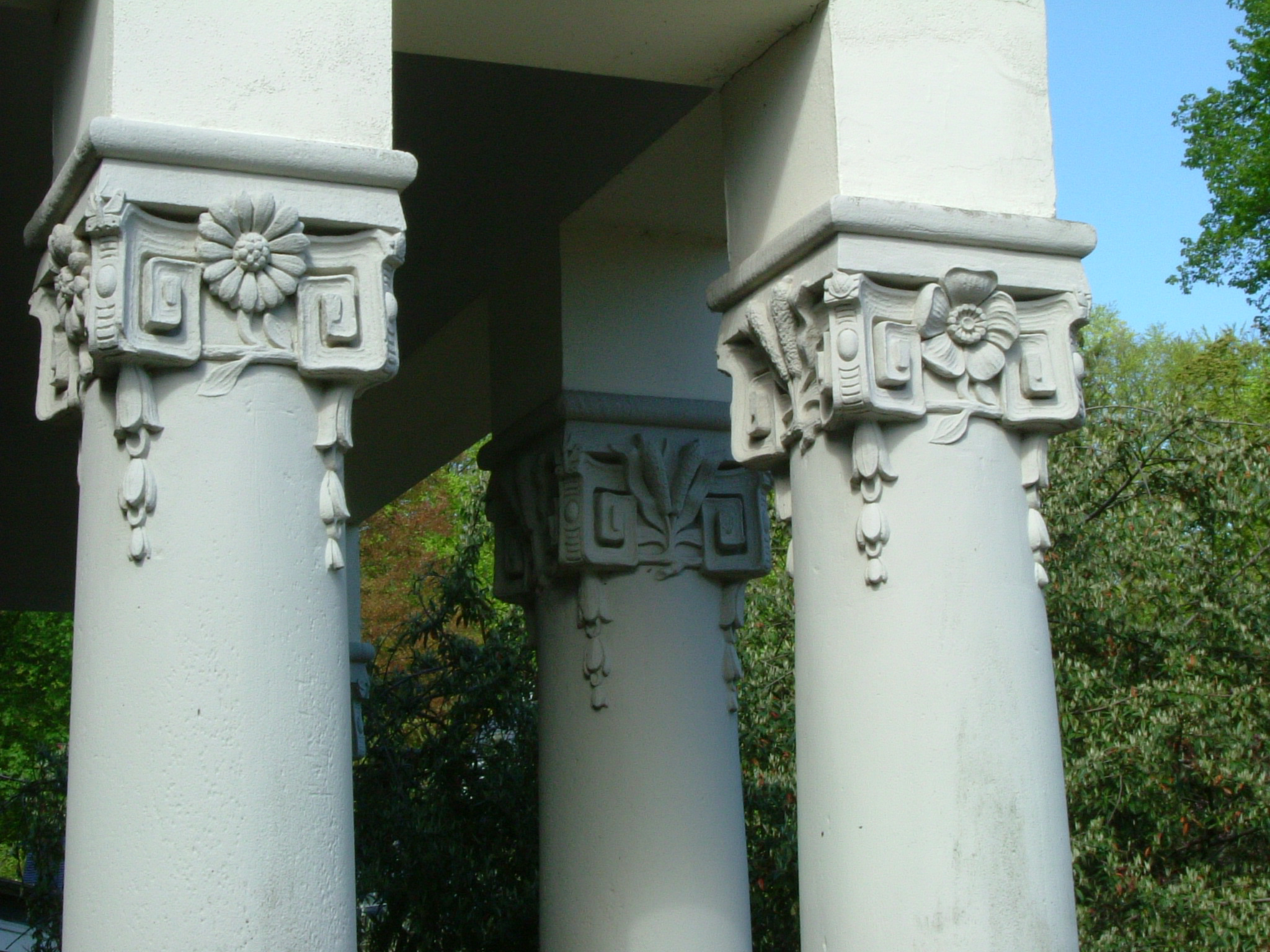
Detail der Säulenhalle am Hotel Badehof in Bad Salzschlirf
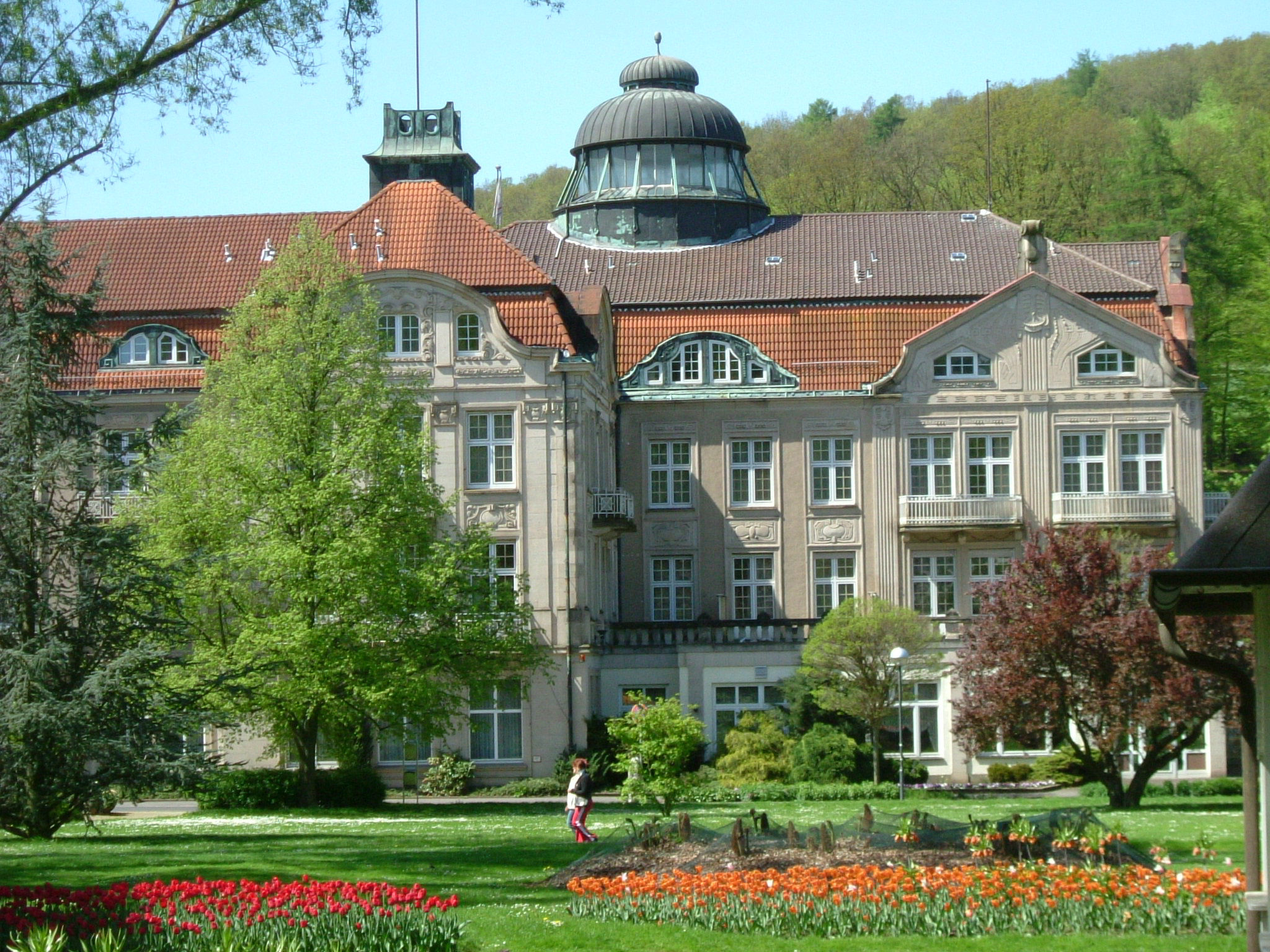
Hotel Badehof in Bad Salzschlirf
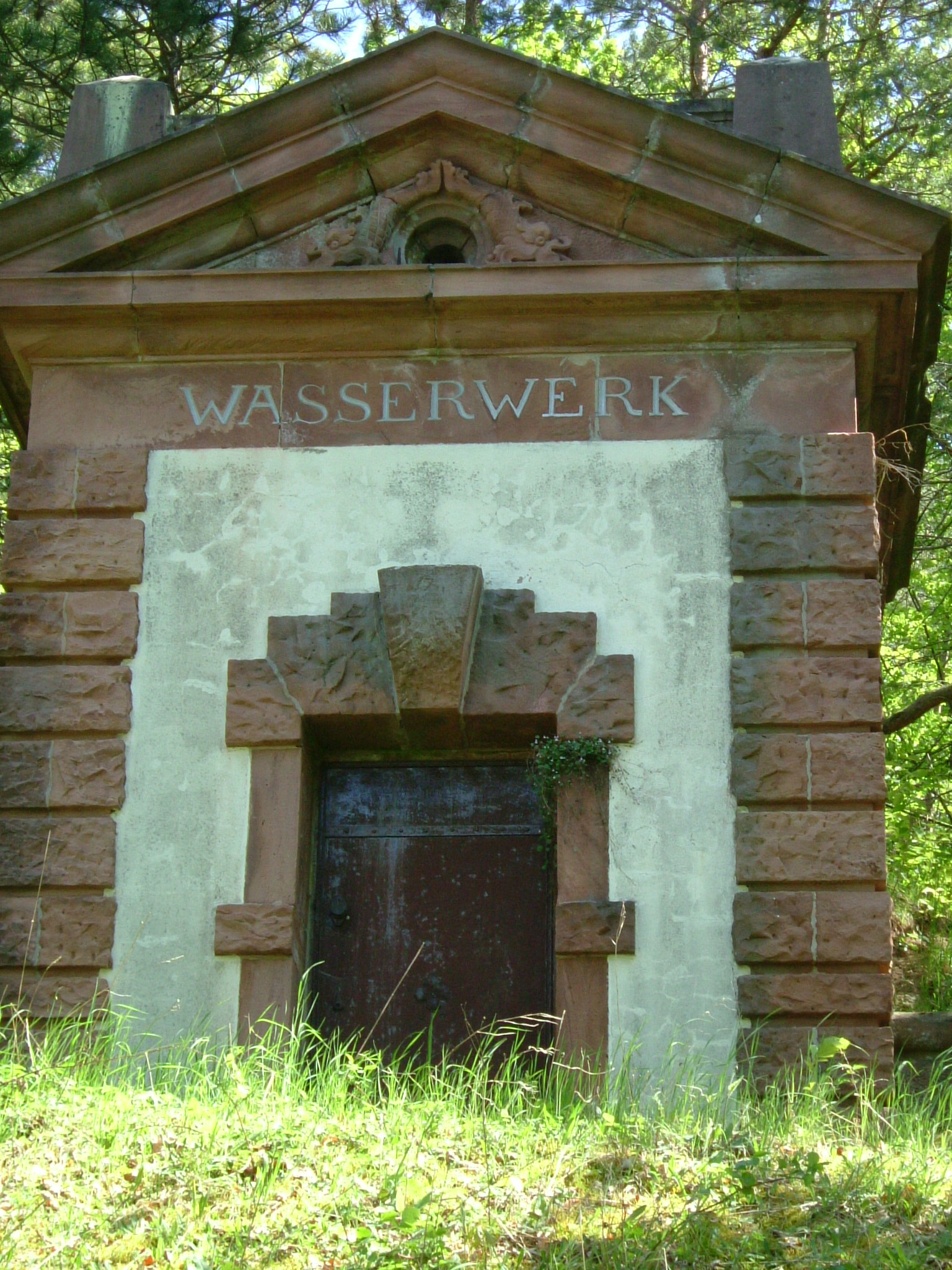
Altes Wasserwerk

## Bildung
Akademie für Personenstandswesen 
Bad Salzschlirf ist Sitz des Bundesverbandes der Deutschen Standesbeamtinnen und Standesbeamten e. V., der mit seiner Akademie für Personenstandswesen die Aus- und Fortbildung der deutschen Standesbeamten betreibt.

## Sehenswürdigkeiten (Auswahl)

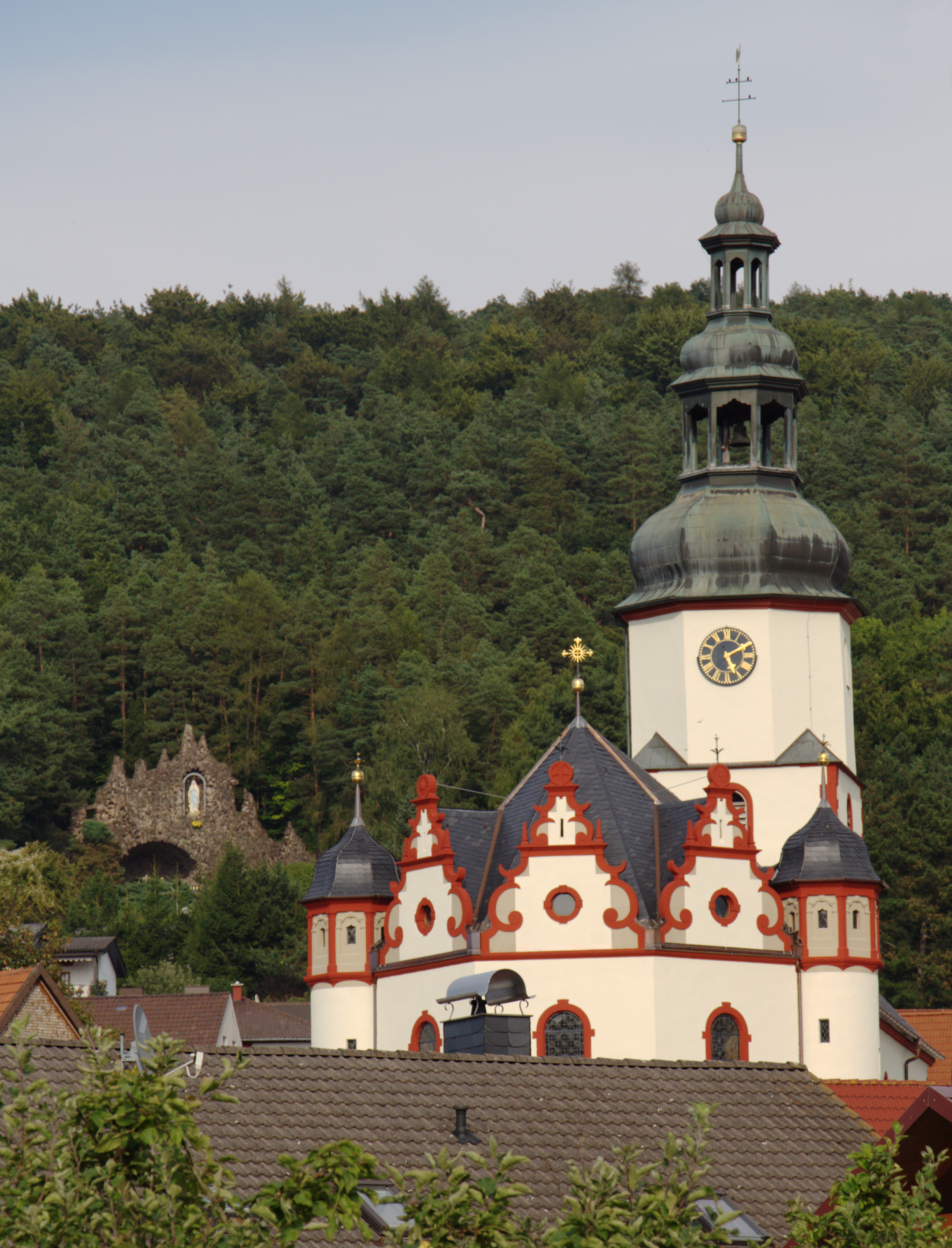
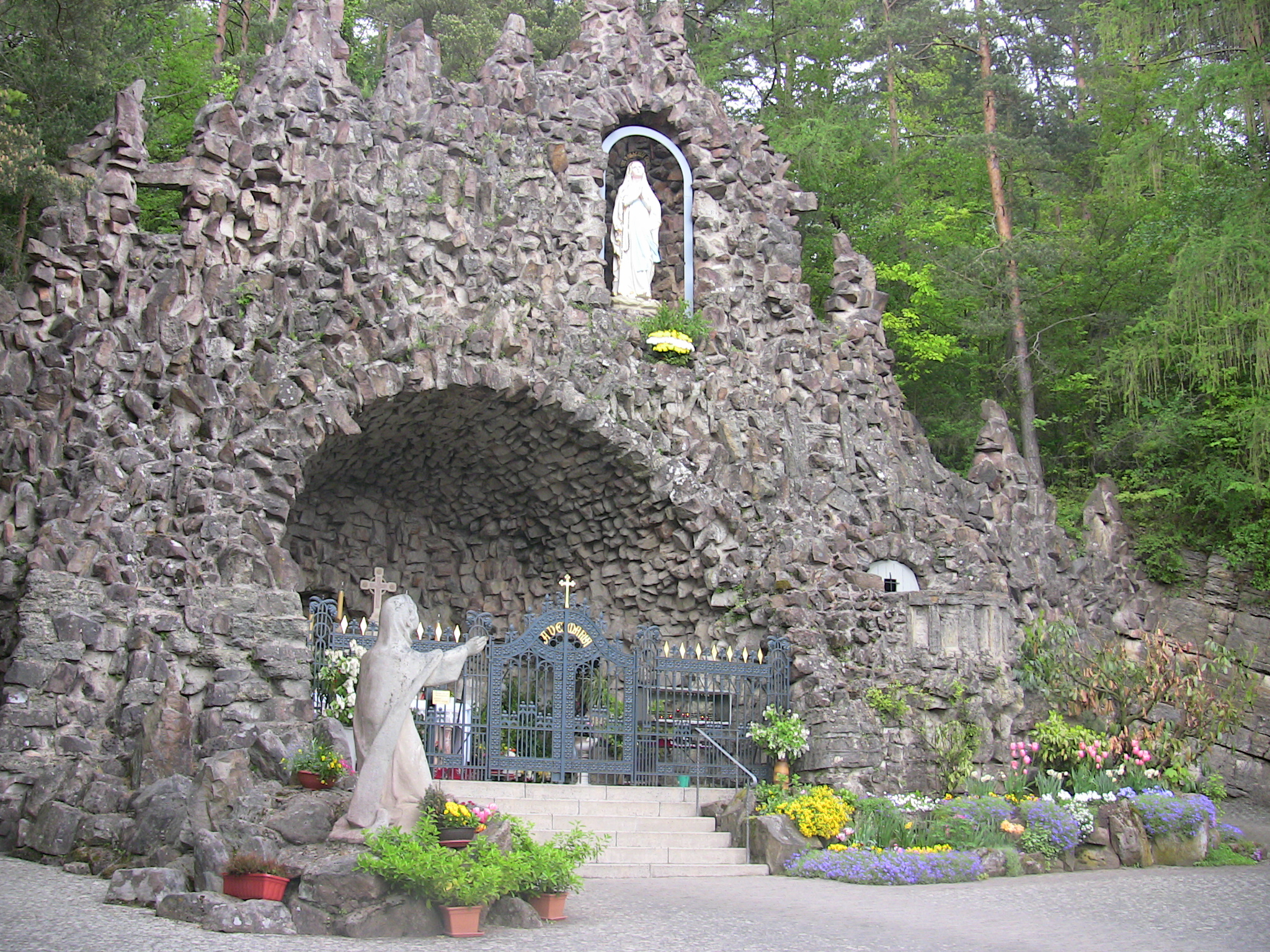
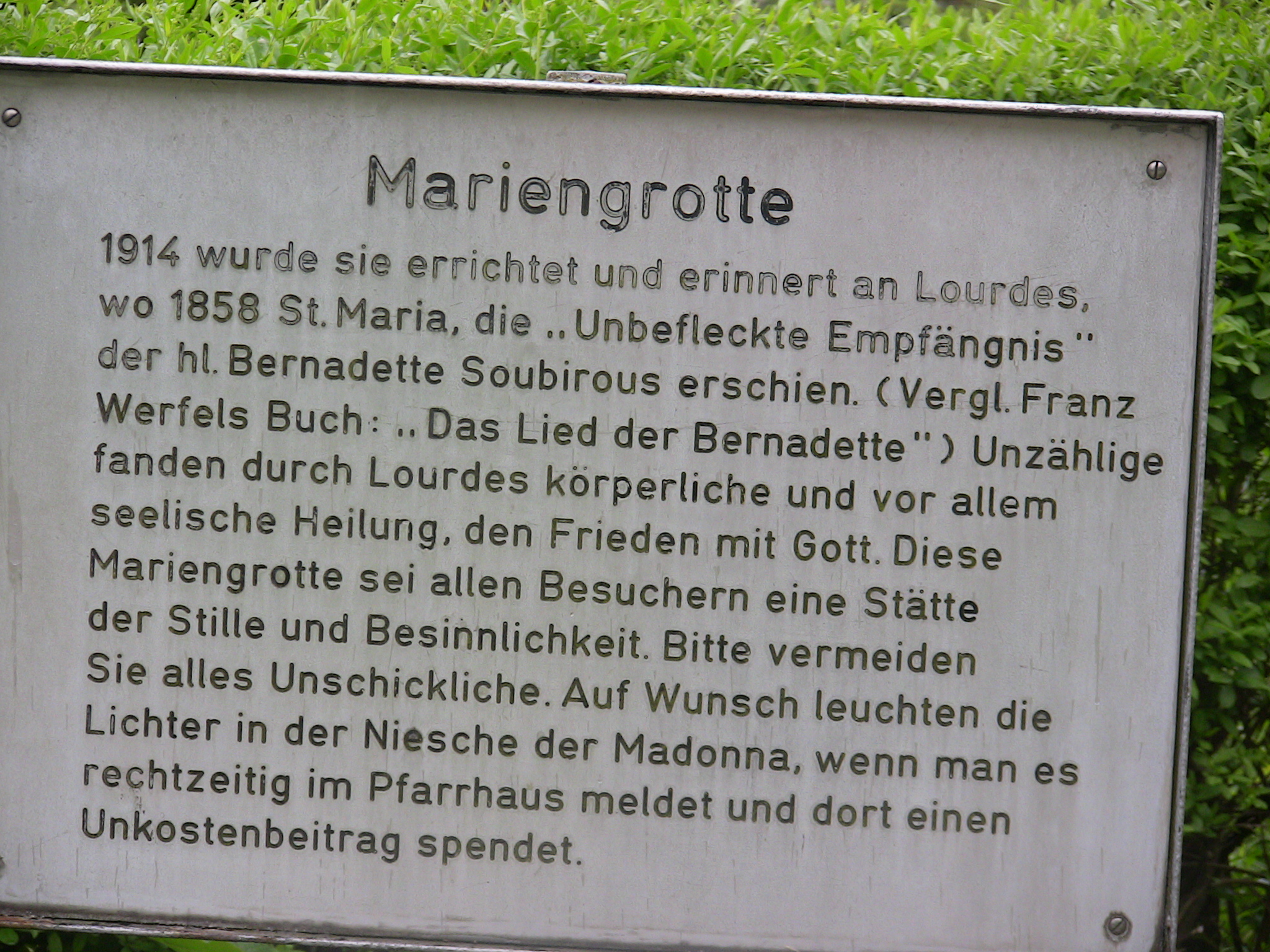
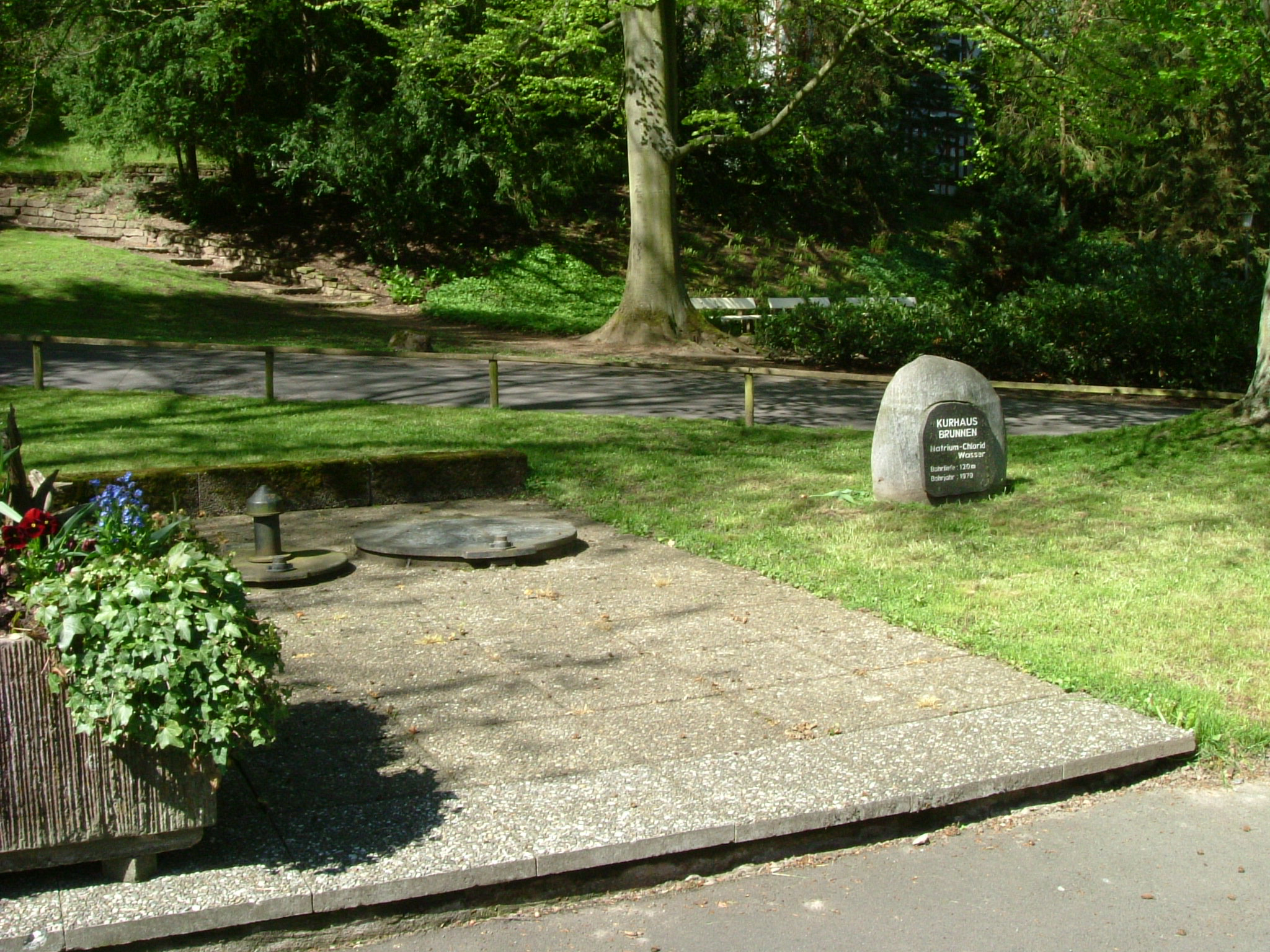
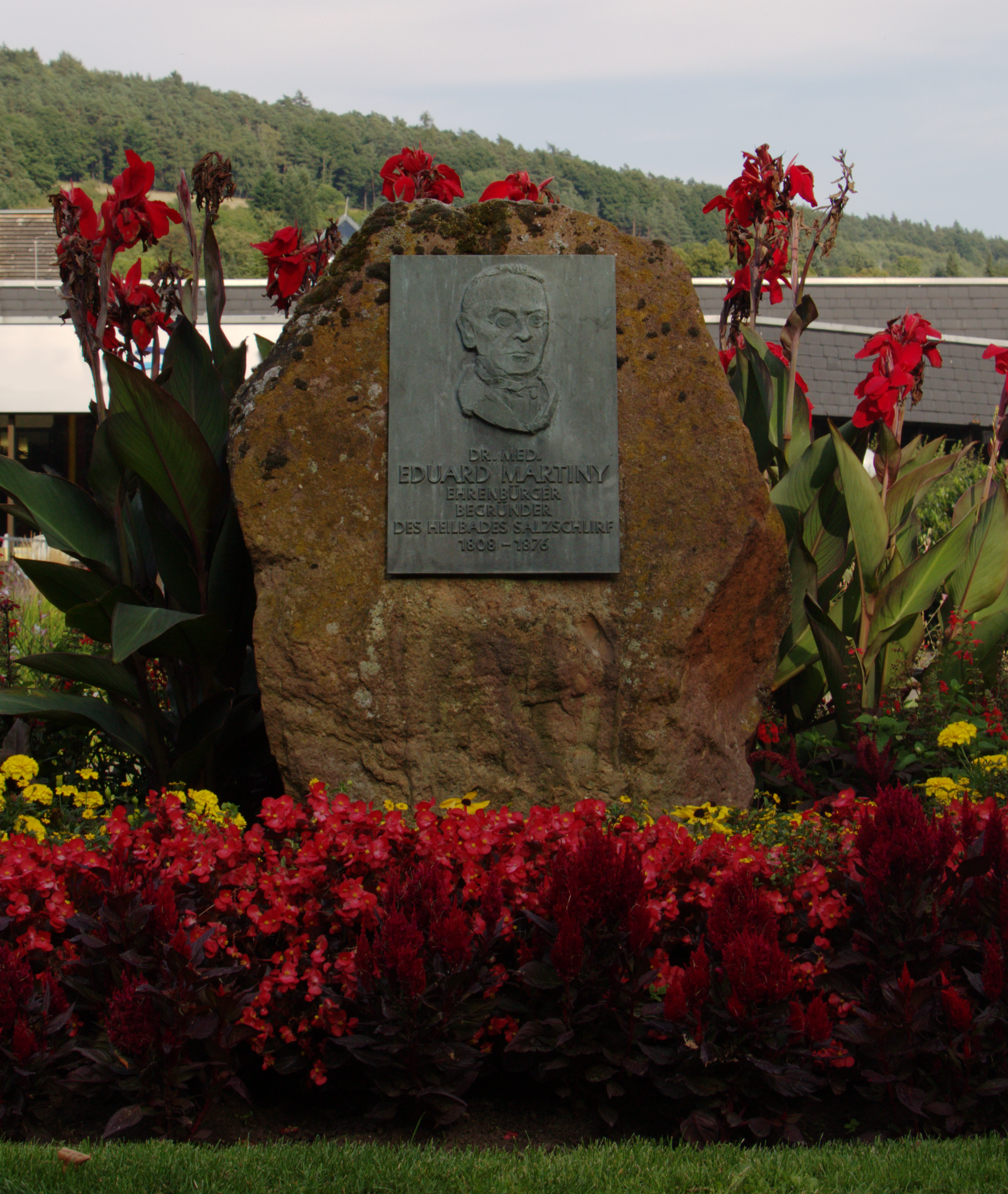
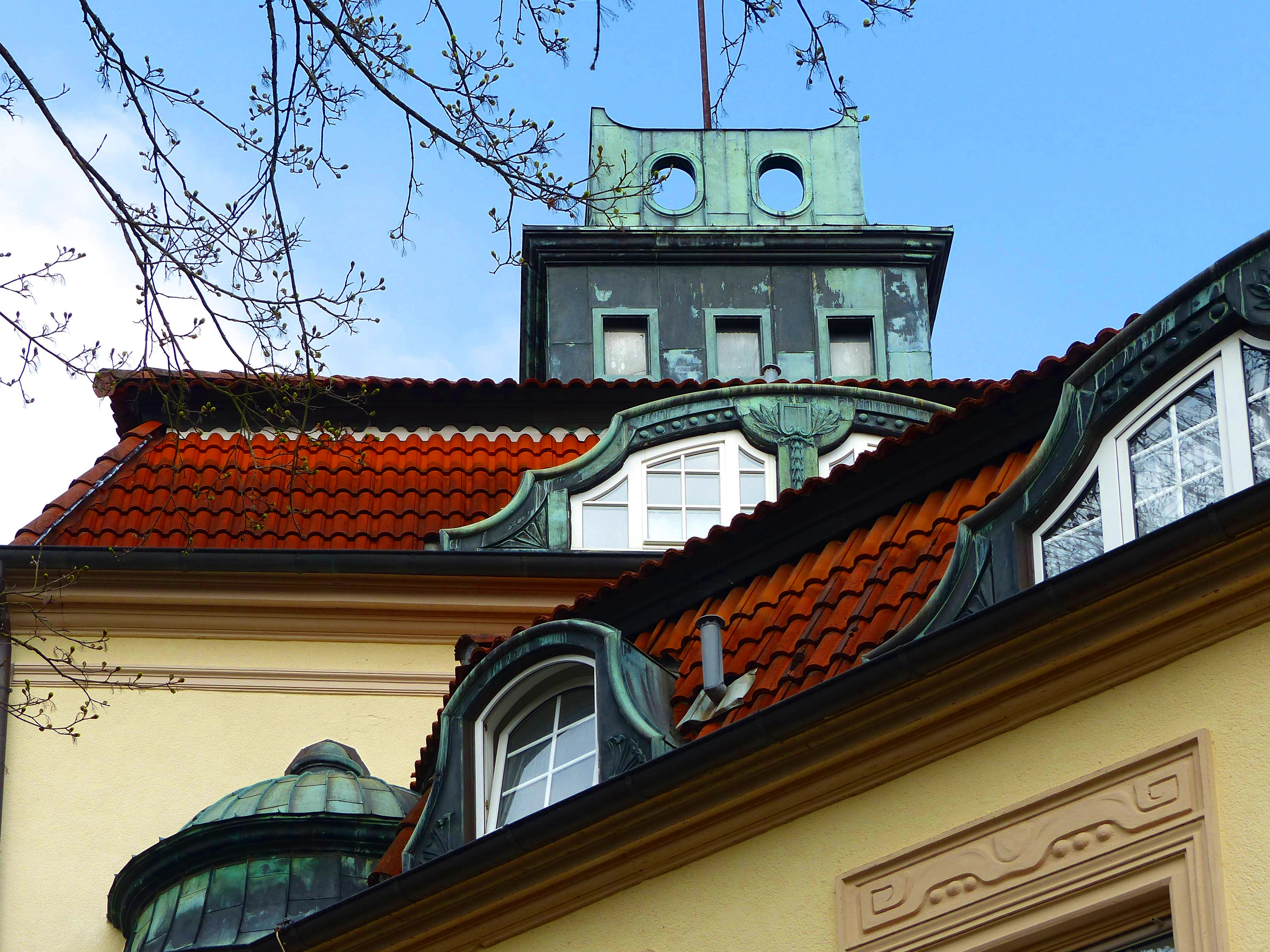
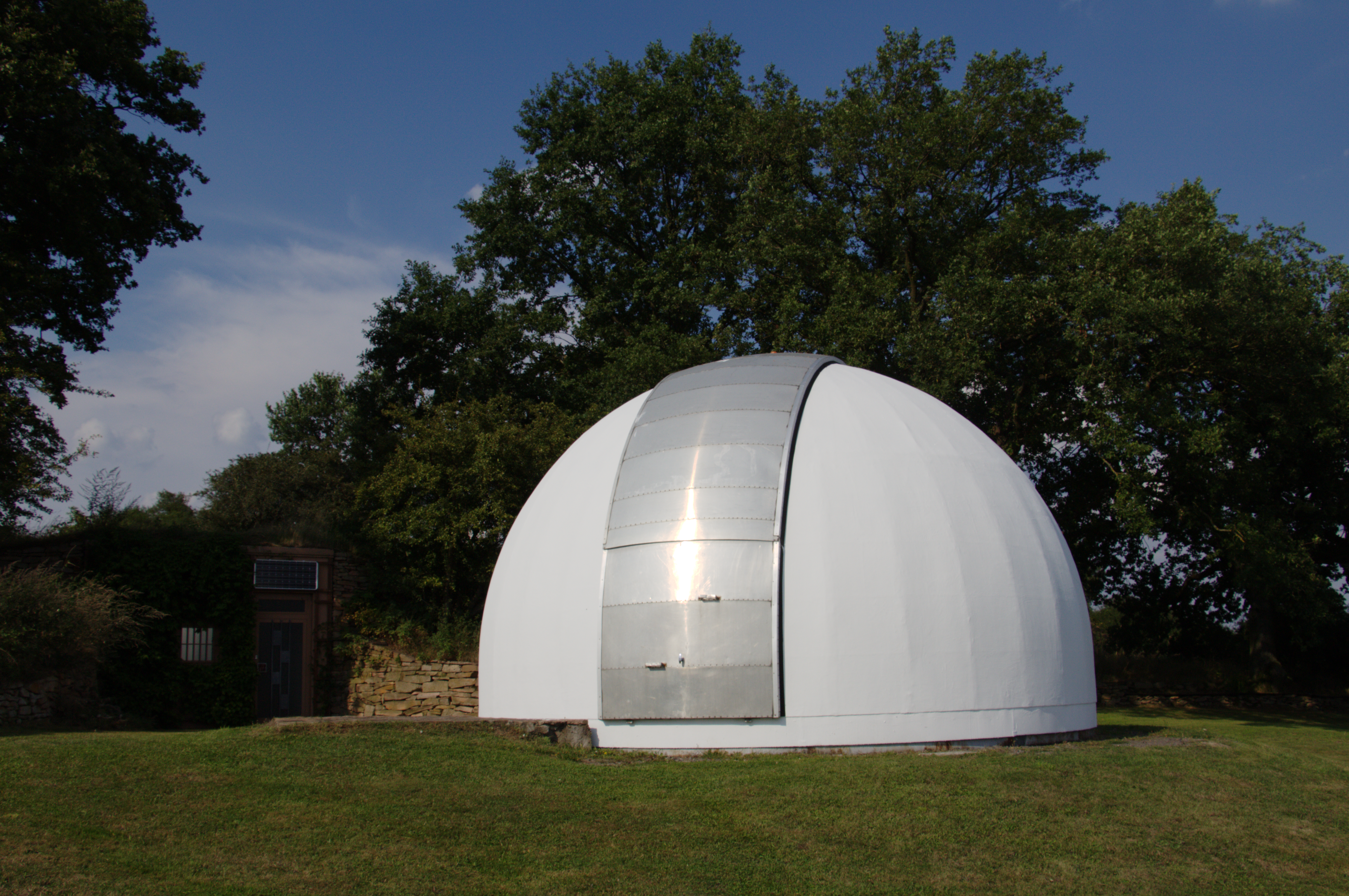

- Katholische Pfarrkirche St. Vitus
- Mariengrotte
- Kuranlagen
- Sonnenobservatorium
- Heimatkundliches Museum

## Persönlichkeiten

### Ehrenbürger
- Eduard Martiny (1808–1876), Sanitätsrat, Begründer des Bades
- Rudolf Müller (1861–1960), Oberbaurat, Heimatforscher

### In Bad Salzschlirf geboren
- Carola Barth (* 23. September 1879; † 17. Mai 1959 in Frankfurt am Main), evangelische Theologin, Pädagogin, Schulleiterin und Politikerin
- Herbert Hübner (* 7. August 1902; † 30. November 1982[43]), deutscher SS-Standartenführer, 1948 als Kriegsverbrecher verurteilt
- Rudolf Post (* 29. August 1944), Sprachwissenschaftler, Dialektforscher und Lexikograf
- Gerhold K. Becker (* 22. Juli 1943), Philosoph und Hochschullehrer

### Persönlichkeiten, die vor Ort gewirkt haben
- Graf Friedrich Wilhelm von Schlitz (1793–1839), Freund Eduard Martinys und Förderer des Bades
- Louis Weber, Schwiegervater Herrmann Vollraths und Besitzer des Bades in den Jahren 1885–1891
- Hermann Vollrath (1840–1912), Gründer und stv. Aufsichtsratsvorsitzender der Aktiengesellschaft Bad Salzschlirf
- Heinrich Retzmann (1872–1959), fand hier seine letzte Ruhestätte, ehemaliger Aufsichtsratsvorsitzender der AGBS
- Max Hirsch (1875–1945), Begründer der Rheumatologie in Deutschland, leitete von 1911 bis 1914 das damalige Zander-Institut[44]
- Friedrich Kramer (* 1938), letzter Aufsichtsratsvorsitzender der AGBS vor deren Insolvenz.